# Atlanta (Texas)
Atlanta ist eine US-amerikanische Kleinstadt im Cass County im Bundesstaat Texas und ist der bevölkerungsreichste Ort und das wirtschaftliche Zentrum des Cass Countys. Das U.S. Census Bureau hat bei der Volkszählung 2020 eine Einwohnerzahl von 5.433 ermittelt.

## Geographie
Atlanta liegt fast im äußersten Nordosten von Texas, etwa elf Kilometer westlich der Grenze zu Louisiana und erstreckt sich über eine Fläche von 28,7 km², davon 0,3 km² Wasserfläche.
Südwestlich der Stadt kreuzen sich der U.S. Highway 59 mit den State Highways 43 und 77 sowie mehreren Farm roads.

## Geschichte
Atlanta wurde 1871 während des Eisenbahnbaus durch die Texas and Pacific Railway gegründet und nach der Stadt Atlanta, Georgia, benannt, dem Herkunftsort der meisten der ersten Siedler. Im gleichen Jahr wurde das erste Postbüro eröffnet. 1885 hatte der Ort rund 1500 Einwohner und mehrere Geschäfte sowie eine wöchentlich erscheinende Zeitung, das Citizens' Journal. Bis 1890 war die Holzwirtschaft der wichtigste Industriezweig.
Infolge der Großen Depression sank die Einwohnerzahl und die Anzahl der Geschäfte. Ab 1935 wurden die Auswirkungen der Depression durch Ölfunde und Ölförderung durch das Rodessa Oilfield gemildert. In den Jahren danach stieg sowohl die Bevölkerung als auch die Anzahl der Geschäfte wieder an und 1940 wurde das erste Krankenhaus eröffnet.

## Demographie
Nach der Volkszählung im Jahr 2000 lebten in Atlanta 5.745 Menschen; es wurden 2.254 Haushalte und 1.571 Familien gezählt. Die Bevölkerungsdichte betrug 203 Einwohner pro km². Es wurden 2.556 Wohneinheiten erfasst. Ethnisch betrachtet setzte sich die Bevölkerung zusammen aus 68,1 % weißer Bevölkerung, 29,2 % Afroamerikanern, 0,5 % amerikanischen Ureinwohnern, 0,4 % Asiaten und 0,5 % aus anderen ethnischen Gruppen; 1,3 % gaben die Abstammung von mehreren Ethnien an. 1,7 % der Einwohner waren spanischer oder lateinamerikanischer Abstammung.
Von den 2.254 Haushalten hatten 32,9 % Kinder oder Jugendliche, die mit ihnen zusammen lebten. 47,0 % waren verheiratete, zusammenlebende Paare, 18,6 % waren allein erziehende Mütter und 30,3 % waren keine Familien. 27,7 % waren Singlehaushalte und in 14,5 % lebten Menschen im Alter von 65 Jahren oder darüber. Die durchschnittliche Haushaltsgröße betrug 2,46, die durchschnittliche Familiengröße 2,98 Personen.
Die Bevölkerung verteilte sich auf 27,0 % unter 18 Jahren, 8,7 % von 18 bis 24 Jahren, 24,0 % von 25 bis 44 Jahren, 21,4 % von 45 bis 64 Jahren und 19,0 % von 65 Jahren oder älter. Das durchschnittliche Alter (Median) betrug 37 Jahre. Auf 100 weibliche Personen kamen rund 84 männliche Personen und auf 100 erwachsene Frauen ab 18 Jahren kamen etwa 75 Männer.

Das jährliche Durchschnittseinkommen eines Haushalts (Median) betrug 27.188 US-$, das Durchschnittseinkommen einer Familie 32.679 $. Männer hatten ein Durchschnittseinkommen von 29.286 $, Frauen 19.715 $. Das Pro-Kopf-Einkommen betrug 14.013 $. Unter der Armutsgrenze lebten 19,0 % der Familien und 23,5 % der Einwohner, darunter 33,4 % der Einwohner unter 18 Jahren und 19,4 % der Einwohner im Alter von 65 Jahren oder älter.

## Söhne und Töchter der Stadt
- Bessie Coleman (1892–1926), Pilotin, erste Afroamerikanerin mit Pilotenschein und die erste Frau mit internationalem Pilotenschein
- Tracy Lawrence (* 1968), Country-Sänger
- John Rambo (1943–2022), Leichtathlet und Olympiamedaillengewinner
- Slim Richey (1938–2015), Bluegrass- und Jazzgitarrist